# ブルゴーニュのグランクリュの一覧
グランクリュ、あるいは特級畑は、ブルゴーニュのブドウ畑の格付けの中で最も高い格付けである。グランクリュの畑は合計で550ヘクタールであり、これはボジョレーを除くブルゴーニュの畑の総面積（28000ヘクタール）の約2%にすぎない。
グランクリュのうち、356ヘクタールは赤ワインを、194ヘクタールは白ワインを産出する。グランクリュのワインは、2010年においては18,670ヘクトリットル（ボトル250万本分）生産された。これはブルゴーニュワインのうち1.3%ほどである。
ブルゴーニュにおけるグランクリュの起源は、シトー修道会の活動にさかのぼる。シトー修道会は広大な土地を所有しており、その土地を、産出されるワインの特徴に基づいて境界を定め分割した。フランス革命の後には多くのブドウ畑は荒廃し、小さな区画に分かれて売却された。ナポレオン法典における均等分割相続は全ての相続人に対し均等に財産を分割することを定めており、その影響でブルゴーニュのブドウ畑はさらに細分化されることになった。たとえばクロ・ブージョは修道士によって拓かれた51ヘクタールの畑であるが、現在ではおよそ80人もの所有者によって分割所有されており、なかにはワインにして年間1ケース分ほどのブドウしか作れない小規模生産者もいる。クロ・ブージョで生産されたワインは、アペラシオン・ドリジーヌ・コントロレ法（AOC）にしたがい、ラベルに“Grand Cru Clos de Vougeot”と表記することが認められるが、生産者によって品質、価格、評価やワインのスタイルには広く差異がある。

## グランクリュの一覧
| 名称                                 | 地域               | 村                                                         | 赤/白         | 面積（2011年度）                 |
| ------------------------------------ | ------------------ | ---------------------------------------------------------- | ------------- | -------------------------------- |
| シャブリ グランクリュ                | シャブリ           | シャブリ                                                   | 白            | 105.79ヘクタール (261.4エーカー) |
| シャンベルタン                       | コート・ド・ニュイ | ジュヴレ・シャンベルタン                                   | 赤            | 13.62ヘクタール (33.7エーカー)   |
| シャンベルタン・クロ・ド・ベーズ     | コート・ド・ニュイ | ジュヴレ・シャンベルタン                                   | 赤            | 14.67ヘクタール (36.3エーカー)   |
| シャペル・シャンベルタン             | コート・ド・ニュイ | ジュヴレ・シャンベルタン                                   | 赤            | 5.48ヘクタール (13.5エーカー)    |
| シャルム・シャンベルタン             | コート・ド・ニュイ | ジュヴレ・シャンベルタン                                   | 赤            | 28.43ヘクタール (70.3エーカー)   |
| グリオット・シャンベルタン           | コート・ド・ニュイ | ジュヴレ・シャンベルタン                                   | 赤            | 2.65ヘクタール (6.5エーカー)     |
| ラトリシエール・シャンベルタン       | コート・ド・ニュイ | ジュヴレ・シャンベルタン                                   | 赤            | 7.31ヘクタール (18.1エーカー)    |
| マジ・シャンベルタン                 | コート・ド・ニュイ | ジュヴレ・シャンベルタン                                   | 赤            | 8.27ヘクタール (20.4エーカー)    |
| マゾワイエール・シャンベルタン       | コート・ド・ニュイ | ジュヴレ・シャンベルタン                                   | 赤            | 1.82ヘクタール (4.5エーカー)     |
| リュショット・シャンベルタン         | コート・ド・ニュイ | ジュヴレ・シャンベルタン                                   | 赤            | 3.25ヘクタール (8.0エーカー)     |
| クロ・ド・ラ・ロッシュ               | コート・ド・ニュイ | モレ・サン・ドニ                                           | 赤            | 16.84ヘクタール (41.6エーカー)   |
| クロ・ド・ランブレ                   | コート・ド・ニュイ | モレ・サン・ドニ                                           | 赤            | 8.22ヘクタール (20.3エーカー)    |
| クロ・ド・タール                     | コート・ド・ニュイ | モレ・サン・ドニ                                           | 赤            | 7.31ヘクタール (18.1エーカー)    |
| クロ・サン・ドニ                     | コート・ド・ニュイ | モレ・サン・ドニ                                           | 赤            | 6.07ヘクタール (15.0エーカー)    |
| ボンヌ・マール                       | コート・ド・ニュイ | モレ・サン・ドニ シャンボール・ミュジニー                  | 赤            | 14.72ヘクタール (36.4エーカー)   |
| ミュジニー                           | コート・ド・ニュイ | シャンボール・ミュジニー                                   | 赤/白（少量） | 10.77ヘクタール (26.6エーカー)   |
| クロ・ド・ヴージョ                   | コート・ド・ニュイ | ヴージョ                                                   | 赤            | 49.13ヘクタール (121.4エーカー)  |
| エシェゾー                           | コート・ド・ニュイ | フラジェ・エシェゾー                                       | 赤            | 35.26ヘクタール (87.1エーカー)   |
| グラン・エシェゾー                   | コート・ド・ニュイ | フラジェ・エシェゾー                                       | 赤            | 8.84ヘクタール (21.8エーカー)    |
| ラ・グランド・リュ                   | コート・ド・ニュイ | ヴォーヌ・ロマネ                                           | 赤            | 1.65ヘクタール (4.1エーカー)     |
| ラ・ロマネ                           | コート・ド・ニュイ | ヴォーヌ・ロマネ                                           | 赤            | 0.85ヘクタール (2.1エーカー)     |
| ラ・ターシュ                         | コート・ド・ニュイ | ヴォーヌ・ロマネ                                           | 赤            | 5.08ヘクタール (12.6エーカー)    |
| リシュブール                         | コート・ド・ニュイ | ヴォーヌ・ロマネ                                           | 赤            | 7.68ヘクタール (19.0エーカー)    |
| ロマネ・コンティ                     | コート・ド・ニュイ | ヴォーヌ・ロマネ                                           | 赤            | 1.77ヘクタール (4.4エーカー)     |
| ロマネ・サン・ヴィヴァン             | コート・ド・ニュイ | ヴォーヌ・ロマネ                                           | 赤            | 8.37ヘクタール (20.7エーカー)    |
| コルトン                             | コート・ド・ボーヌ | ペルナン・ヴェルジュレス ラドワ・セリニ アロース・コルトン | 赤/白（少量） | 95.61ヘクタール (236.3エーカー)  |
| コルトン・シャルルマーニュ           | コート・ド・ボーヌ | ペルナン・ヴェルジュレス ラドワ・セリニ アロース・コルトン | 白            | 56.61ヘクタール (139.9エーカー)  |
| シャルルマーニュ                     | コート・ド・ボーヌ | ペルナン・ヴェルジュレス アロース・コルトン                | 白            | 0ヘクタール (0エーカー)          |
| バタール・モンラッシェ               | コート・ド・ボーヌ | ピュリニィ・モンラッシェ シャサーニュ・モンラッシェ        | 白            | 11.13ヘクタール (27.5エーカー)   |
| ビアンヴニュ・バタール・モンラッシェ | コート・ド・ボーヌ | ピュリニィ・モンラッシェ                                   | 白            | 3.57ヘクタール (8.8エーカー)     |
| シュヴァリエ・モンラッシェ           | コート・ド・ボーヌ | ピュリニィ・モンラッシェ                                   | 白            | 7.47ヘクタール (18.5エーカー)    |
| モンラッシェ                         | コート・ド・ボーヌ | ピュリニィ・モンラッシェ シャサーニュ・モンラッシェ        | 白            | 7.8ヘクタール (19エーカー)       |
| クリオ・バタール・モンラッシェ       | コート・ド・ボーヌ | シャサーニュ・モンラッシェ                                 | 白            | 1.57ヘクタール (3.9エーカー)     |